# Уиллис, Томас
Томас Уиллис (27 января 1621, Грейт-Бедвин, графство Уилтшир — 11 ноября 1675, Лондон) — британский учёный-медик.

## Жизнь и деятельность
Был одним из лидеров английских ятрохимиков, которые пытались объяснить работу организма с помощью тогдашних знаний о химических взаимодействиях. Он известен своими тщательными исследованиями нервной системы человека и различных заболеваний, сыграл важную роль в развитии представлений об анатомии, неврологии и психиатрии. Был профессором натурфилософии Оксфордского университета (1660—1675), открыл врачебную практику в Лондоне в 1666 году и стал одним из самых известных и уважаемых медиков того периода. Является одним из основателей Лондонского королевского общества.
Томас Уиллис, врач, который открыл сахарный диабет, изобрел собственную настойку опия. Он использовал её для лечения расстройств сознания, конвульсий, подагры, камней в почках, нерегулярного стула, рвоты, колик, плеврита и заболеваний дыхательной системы. Уиллис считал, что опиум побеждает часть животной силы человека в мозге и вызывает здоровый сон, который сам по себе является лучшим лекарством. По его мнению, опиум снижал жар и одолевал болезни, которые во множестве присутствуют у каждого человека. Он писал, что животные силы, словно дикие лошади, мчатся вперед и назад либо перепрыгивают ограды, в то время как их следует сдерживать с помощью опиума. Хотя умеренность в использовании опиума рекомендовал ещё Сайденхем, именно Уиллис впервые заговорил — открыто, упорно и настойчиво — об опасности бесконтрольного применения этого наркотика. Он говорил, что ангельское лицо опиума необычайно соблазнительно, но если взглянуть на его обратную сторону, то можно увидеть дьявола. Опасность применения опиума была для Уиллиса тем более очевидной, что в Англии эпохи Возрождения не было ни одного знахаря, ни одного врача-шарлатана, ни одного жалкого брадобрея, который не объявил бы себя сторонником опийной настойки. При легком заболевании такие лекари — если они прописывали опиаты — становились подлыми глупцами, ведь такое лечение вело к трагедиям. Как и Жан Шарден, Уиллис предупреждал о стремлении пациентов увеличивать дозы наркотика. Он рассказывал студентам Оксфордского медицинского колледжа, что знал женщину, которой врач прописал принимать на ночь через день один-два грана (0,065—0 13 г) лондонской опиумной настойки. Почувствовав, что лекарство ей помогает, она постепенно увеличивала дозу и в конце концов принимала по 12 гран. Уиллис объяснял это тем, что человек привыкает к лекарству и организм требует все большего количества. Поэтому пациент не может заснуть или почувствовать облегчение, если принимает меньше той дозы, к которой привык.

## Сочинения
- Diatribae duae medico-philosophicae — quarum prior agit de fermentatione, 1663.
- Cerebri anatome: cui accessit nervorum descriptio et usus, 1664.
- Pathologiae Cerebri et Nervosi Generis Specimen, 1667.
- De Anima Brutorum, 1672.
- Pharmaceutice rationalis. Sive Diatriba de medicamentorum operationibus in humano corpore, 1675.
- A plain and easie method for preserving (by God’s blessing) those that are well from the infection of the plague, or any contagious distemper, in city, camp, fleet, &c., and for curing such as are infected with it, 1675.
- Pharmaceutice rationalis sive diatriba de medicamentorum operationibus in humano corpore, 1677.
- Clarissimi Viri Thomae Willis, Medicinae Doctoris, Naturalis Philosophiae Professoris Oxoniensis … Opera Omnia : Cum Elenchis Rerum Et Indicibus necessariis, ut & multis Figuris aeneis, 1681.